# Mia Martina
Mia Martina, pseudonimo di Martine Johnson (Saint-Ignace, 14 gennaio 1985), è una cantante e cantautrice canadese.
Più volte candidata ai Juno Awards (nel 2011, nel 2012 e nel 2014 per la miglior registrazione dance rispettivamente con Stereo Love, Devotion ed Heartbreaker), ha pubblicato il suo album d'esordio nel 2011, Devotion, distribuito nel mercato statunitense da CP Records e in quello nipponico da Lexington. Nel 2014 esce Mia Martina, disponibile solo per i mercati di Giappone e Russia. Nel 2015 Mia Martina diviene disponibile, con copertina differente e tracce ridotte da 16 a 9, come EP anche in Canada, distribuito da CP Records e Universal Music.

## Discografia
Album in studio
- 2011 - Devotion
- 2014 - Mia Martina

EP
- 2015 - Mia Martina